# دهستان هولی
دهستان هولی نام دهستانی در بخش مرکزی شهرستان پاوه، استان کرمانشاه در ایران است. براساس سرشماری مرکز آمار ایران در سال ۱۳۸۵، جمعیت آن ۶۳۳۰ نفر (۱۶۲۷ خانوار) بوده‌است.